# Portulaca macrantha
Portulaca macrantha är en portlakväxtart som först beskrevs av René Charles Maire, och fick sitt nu gällande namn av C. Ricceri och P.V. Arrigoni. Portulaca macrantha ingår i släktet portlaker, och familjen portlakväxter. Inga underarter finns listade i Catalogue of Life.